# ببغاء بارباند
ببغاء بارباند (الاسم العلمي: Polytelis swainsonii) (بالإنجليزية: Superb parrot)‏ أو (بالإنجليزية: Barraband's parrot)‏ أو (بالإنجليزية: Barraband's parakeet)‏ أو (بالإنجليزية: green leek parrot)‏ ، هو نوع ينتمي إلى بستاكوليداي (فصيلة: Psittaculidae) .

## معرض صور

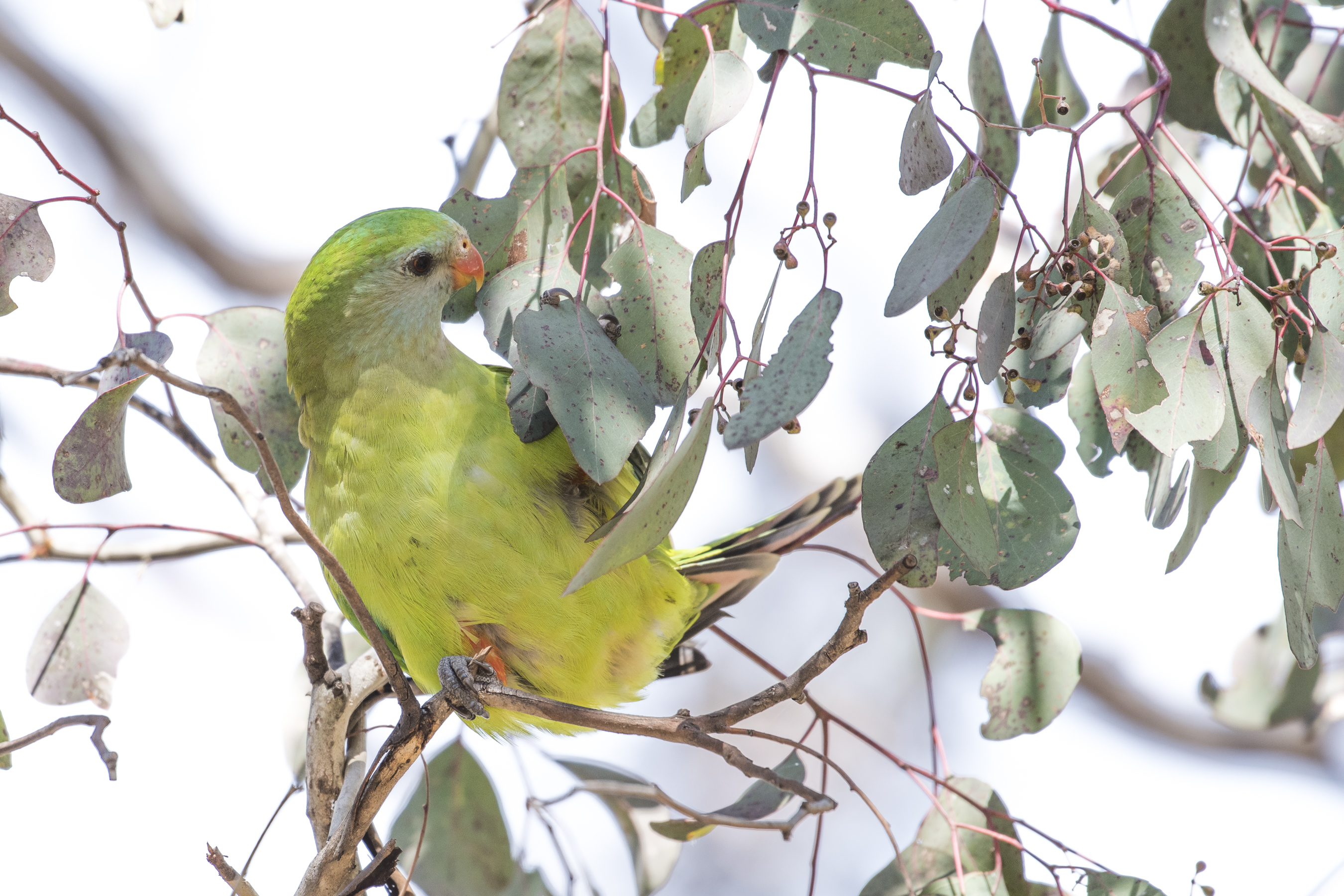
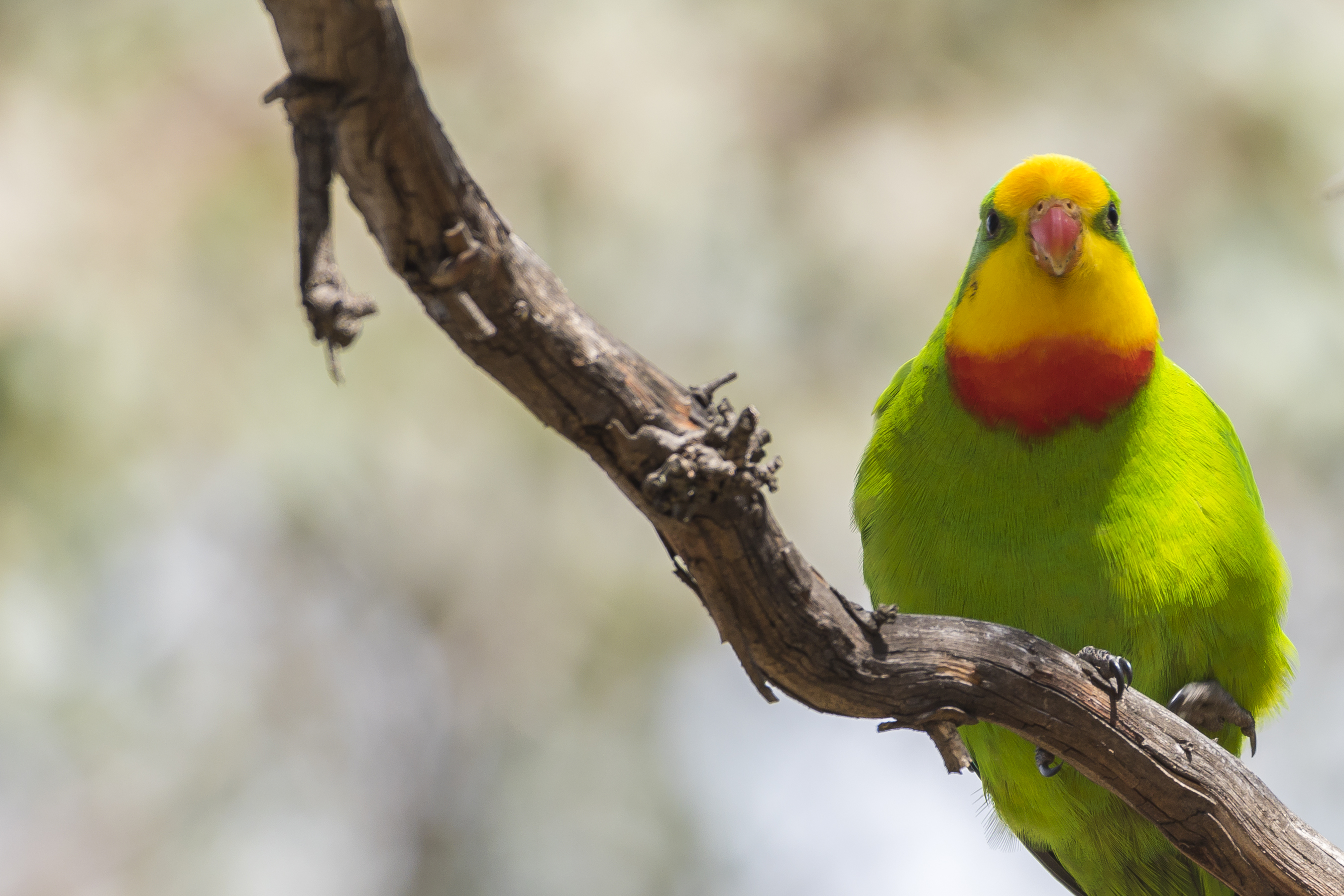
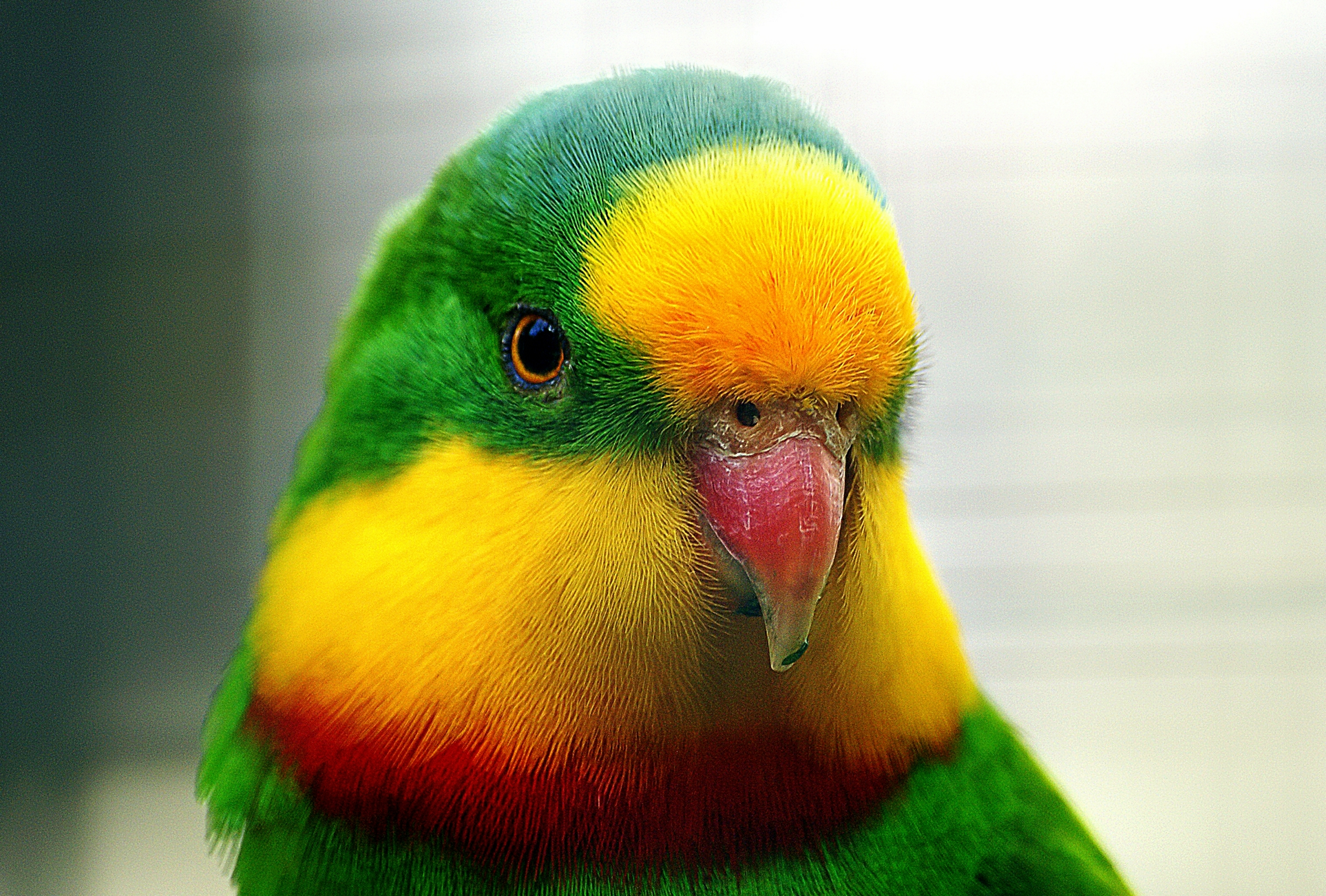